# Karsten De Clerck
Karsten De Clerck is een Belgisch bestuurder. Sinds 2020 is hij voorzitter van de raad van bestuur van de Vrije Universiteit Brussel. Beroepshalve is hij consultant bij consultingbureau Egon Zehnder.

## Levensloop
Karsten De Clerck studeerde af als handelsingenieur aan de Solvay Brussels School of Economics and Management en behaalde een MBA aan het INSEAD in Fontainebleau. Voordat hij in 1995 aan de slag ging bij consultingbureau en headhunter Egon Zehnder was hij consultant bij adviesbureau McKinsey & Company in Brussel en Parijs en bekleedde hij diverse sales and marketingfuncties bij chocoladeproducent Callebaut.
In september 2020 volgde hij Eddy Van Gelder op als voorzitter van de raad van bestuur van de Vrije Universiteit Brussel, waarvan hij bestuurder is sinds 2015. Hij is tevens bestuurder van het Universitair Ziekenhuis Brussel, fellow van de Solvay Business School en erevoorzitter van de INSEAD Alumni Association of Belgium. De Clerck was ook bestuurder van UNICEF België en Gourmet Food Collection.